# Artur Waś
Artur Waś (ur. 27 marca 1986 w Warszawie) – polski łyżwiarz szybki, olimpijczyk (Pjongczang 2018).
Jest zawodnikiem Marymontu Warszawa. Na mistrzostwach świata juniorów w 2005 roku zajął 4. miejsce na dystansie 500 m. Zakwalifikował się do reprezentacji olimpijskiej na igrzyska olimpijskie w Turynie w 2006 roku. W sezonie olimpijskim zajął 7. miejsce w zawodach Pucharu Świata w Inzell (na eksperymentalnym dystansie 100 m).
Na początku sezonu 2012/2013 (17 listopada 2012) stanął po raz pierwszy podium podczas zawodów Pucharu Świata w Heerenveen, zajmując 2. miejsce w wyścigu na 500 m. Dwa lata później podczas jednego weekendu dwukrotnie triumfował w zawodach Pucharu Świata w Berlinie na tym dystansie. W grudniu 2015 odniósł trzecie zwycięstwo w zawodach Pucharu Świata – na torze w niemieckim Inzell, także na dystansie 500 metrów.
Rekordzista Polski.

## Puchar Świata

### Zwycięstwa w zawodach indywidualnych Pucharu Świata chronologicznie
| Nr | Dzień     | Rok  | Miejscowość | Dystans |
| -- | --------- | ---- | ----------- | ------- |
| 1. | 5 grudnia | 2014 | Berlin      | 500 m   |
| 2. | 7 grudnia | 2014 | Berlin      | 500 m   |
| 3. | 6 grudnia | 2015 | Inzell      | 500 m   |

### Miejsca na podium w zawodach indywidualnych Pucharu Świata chronologicznie
| Nr  | Dzień        | Rok  | Miejscowość | Dystans | Miejsce |
| --- | ------------ | ---- | ----------- | ------- | ------- |
| 1.  | 17 listopada | 2012 | Heerenveen  | 500 m   | 2.      |
| 2.  | 5 grudnia    | 2014 | Berlin      | 500 m   | 1.      |
| 3.  | 7 grudnia    | 2014 | Berlin      | 500 m   | 1.      |
| 4.  | 12 grudnia   | 2014 | Heerenveen  | 500 m   | 2.      |
| 5.  | 14 grudnia   | 2014 | Heerenveen  | 500 m   | 2.      |
| 6.  | 7 lutego     | 2015 | Heerenveen  | 500 m   | 2.      |
| 7.  | 4 grudnia    | 2015 | Inzell      | 500 m   | 3.      |
| 8.  | 6 grudnia    | 2015 | Inzell      | 500 m   | 1.      |
| 9.  | 4 grudnia    | 2016 | Astana      | 500 m   | 3.      |
| 10. | 9 grudnia    | 2016 | Heerenveen  | 500 m   | 2.      |
| 11. | 17 listopada | 2017 | Stavanger   | 500 m   | 3.      |